# Tour de Gila femenino
El Tour de Gila femenino (oficialmente Silver City Tour of the Gila) es una competición estadounidense de ciclismo en ruta por etapas  que se disputa en el estado de Nuevo México y se desarrolla en las inmediaciones de la ciudad de Silver City. Es la versión femenina de la carrera homónima masculina y se celebran de manera simultánea.
Su primera edición fue en 1987 y comenzó como competición amateur, siendo a partir de 2015 cuando se convirtió en una carrera profesional integrándose en el calendario internacional de la UCI dentro de la categoría 2.2 (última categoría del profesionalismo). La carrera integra el calendario nacional estadounidense y al igual que su homónima masculina cuenta con 5 etapas, siendo tres en ruta, una contrarreloj y un critérium.

## Palmarés
| Año                       | Ganador             | Segundo                 | Tercero             |           |
| ------------------------- | ------------------- | ----------------------- | ------------------- | --------- |
| ediciones amateur         |                     |                         |                     |           |
| 1987                      | Nancy Shipp         | Jonell Mill             | Laurie King         |           |
| 1988                      | Jane Marshall       | Carol Rogers-Dunning    | Janelle Parks       |           |
| 1989                      | Carolyn Donnelly    | Kim Cashon              | Julie Young         |           |
| 1990                      | Carolyn Donnelly    | Melissa Mayfield        | Molly Taubeneck     |           |
| 1991                      | Laura Peycke        | Carolyn Donnelly        | Linda Kruse         |           |
| 1992                      | Jane Gagne          | Janelle Parks           | Martha Wavrin       |           |
| 1993                      | Martha Wavrin       | Molly Renner            | Pamela Schuster     |           |
| 1994                      | Carolyn Donnelly    | Molly Renner            | Rosalind Reekie-May |           |
| 1995                      | Carolyn Donnelly    | Heather Tallman         | Emily Robbins       |           |
| 1996                      | Desiree Margagliano | Teri Ralser             | Heather Tallman     |           |
| 1997 edición no realizada |                     |                         |                     |           |
| 1998                      | Jeannie Longo       |                         |                     |           |
| 1999                      | Kimberly Bruckner   | Andrea Ratkovic-Bowman  | Julie Hanson        |           |
| 2000                      | Mari Holden         | Jeannie Longo           | Kimberly Bruckner   |           |
| 2001                      | Geneviève Jeanson   | Kimberly Bruckner       | Lyne Bessette       |           |
| 2002                      | Geneviève Jeanson   | Kimberly Bruckner       | Karen Bockel        |           |
| 2003                      | Geneviève Jeanson   | Manon Jutras            | Katrina Berger      |           |
| 2004                      | Amber Neben         | Brooke Ourada           | Kimberly Anderson   |           |
| 2005                      | Kimberly Baldwin    | Geneviève Jeanson       | Lynn Gaggioli       |           |
| 2006                      | Kristin Armstrong   | Anne Samplonius         | Erinne Willock      |           |
| 2007                      | Mara Abbott         | Rachel Heal             | Dotsie Bausch       |           |
| 2008                      | Leah Goldstein      | Leigh Hobson            | Felicia Gomez       |           |
| 2009                      | Kristin Armstrong   | Alison Powers           | Katheryn Curi       |           |
| 2010                      | Mara Abbott         | Alison Powers           | Catherine Cheatley  |           |
| 2011                      | Clara Hughes        | Mara Abbott             | Kathryn Donovan     |           |
| 2012                      | Kristin Armstrong   | Carmen Small            | Alison Powers       |           |
| 2013                      | Mara Abbott         | Alison Powers           | Janel Holcomb       |           |
| 2014                      | Mara Abbott         | Flávia Oliveira         | Abigail Mickey      |           |
| ediciones profesionales   |                     |                         |                     |           |
| 2015                      | Mara Abbott         | Katie Hall              | Lauren Stephens     |           |
| 2016                      | Mara Abbott         | Kristin Armstrong       | Jasmin Duehring     |           |
| 2017                      | Tayler Wiles        | Katie Hall              | Leah Thomas         |           |
| 2018                      | Katie Hall          | Sara Poidevin           | Leah Thomas         |           |
| 2019                      | Brodie Chapman      | Chloé Dygert            | Jasmin Duehring     |           |
| 2020                      | cancelada           | cancelada               | cancelada           | cancelada |
| 2021                      | cancelada           | cancelada               | cancelada           | cancelada |
| 2022                      | Lauren De Crescenzo | Kristabel Doebel-Hickok | Austin Killips      |           |
| 2023                      | Austin Killips      | Marcela Prieto          | Emily Ehrlich       |           |
| 2024                      | Lauren Stephens     | Nadia Gontova           | Eleanor Wiseman     |           |
| 2025                      | Lauren Stephens     | Sidney Swierenga        | Emma Langley        |           |

## Palmarés por países
| País           | Victorias |
| -------------- | --------- |
| Estados Unidos | 29        |
| Canadá         | 4         |
| Francia        | 1         |
| Israel         | 1         |
| Australia      | 1         |